# عدرا

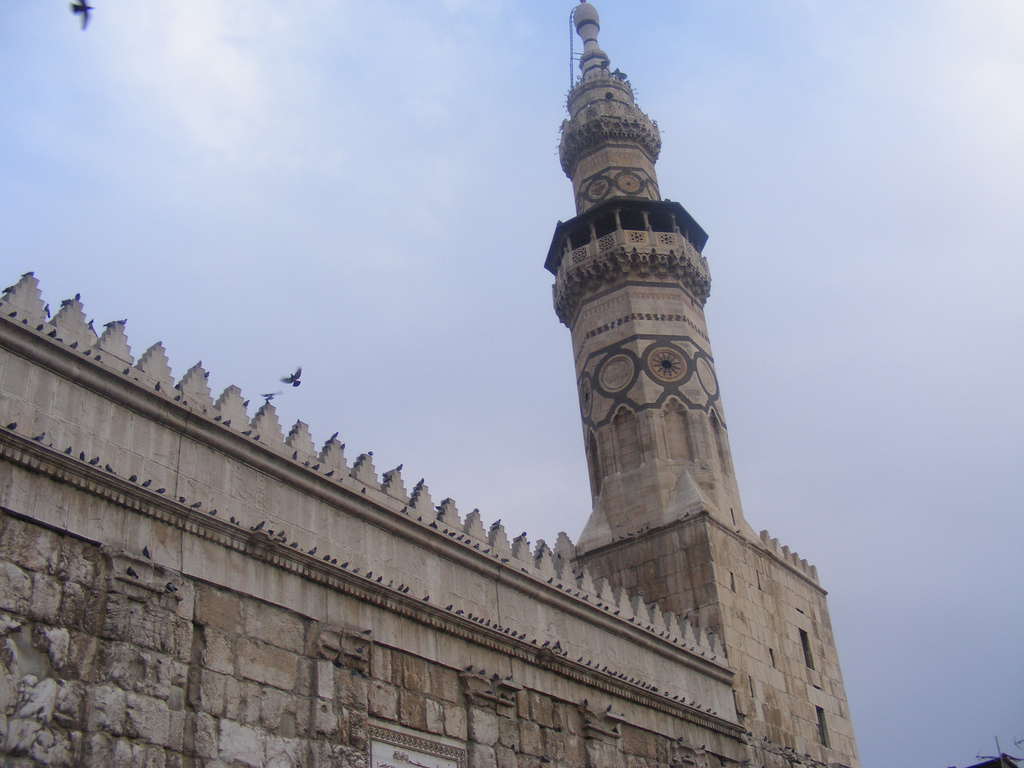
ساختمانی در مرج عذراء

مرج عذراء که امروز عدرا نامیده می‌شود شهری است در سوریه که در آنجا حجر بن عدی از افراد مهم تاریخ آغازین شیعه دفن شده‌است.
حجر بن عدی با پنج تن از همراهانش را در زمان امویان به دستور معاویه دست‌بسته از کوفه به سوی شام بردند و در میان راه در «مرج عذراء» در شصت کیلومتری شام کشتند.
آرامگاه وی پس از جنگ داخلی سوریه توسط گروهی نظامی به نام جبهه نصرت با گرایش سلفی، در تاریخ ۲ مه ۲۰۱۳ (۱۲ اردیبهشت ۱۳۹۲) تخریب گردید.